# René Bugueño
René Alexis Bugueño Zenteno (Antofagasta, Chile, 2 de octubre de 1987) es un futbolista chileno. Juega como defensa en Santiago Morning de la Primera B de Chile.

## Clubes
| Club                 | País  | Año       |
| -------------------- | ----- | --------- |
| Deportes Antofagasta | Chile | 2006-2012 |
| O'Higgins            | Chile | 2012-2013 |
| Unión La Calera      | Chile | 2013-2014 |
| Deportes Copiapó     | Chile | 2014-2015 |
| Curicó Unido         | Chile | 2015-2017 |
| Ñublense             | Chile | 2017-2018 |
| Cobresal             | Chile | 2019      |
| Santiago Morning     | Chile | 2020-Act, |

## Palmarés

### Campeonatos nacionales
| Título    | Club                 | País  | Año  |
| --------- | -------------------- | ----- | ---- |
| Primera B | Deportes Antofagasta | Chile | 2011 |

- Datos: Q7313677